# Heptameron
Heptameron (lat. Heptameron seu Elementa magica, heptameron - sedam dana) je grimorij kojeg tradicija pripisuje Pietru d'Abanu iz (1250. – 1316.). Međutim, malo je vjerojatno da je on doista autor, premda mu je prilično rano pripisana magijska reputacija.
Knjiga donosi detaljne obrede za prizivanje anđela za svih sedam dana u tjednu, a rituali uključuju primjenju svete vode, pentakla, mača, mirisa i drugih magijskih alata.

## Povijest
Najranije izdanje ovog priručnika obredne magije datira iz Venecije, 1496. godina. Knjiga se kasnije pojavila kao dodatak u Agrippinoj knjizi Opera omnia u sastavu četvrtog dijela De occulta philosophia.
Postoje sličnosti između ovog djela, u poglavljima koja sadrže duhove planeta, i Knjige zakletvi pape Honorije (lat. Liber Juratus), a postoje i podudarnosti s knjigom Sepher Raziel te s Ključem kralja Salomona.